# Otto II (książę Lüneburga-Harburga)
Otto II (ur. 25 września 1528, zm. 26 października 1603) – książę książę Lüneburga-Harburga od 1549, z dynastii Welfów.

## Życiorys
Otto był jedynym spośród synów księcia lüneburskiego na Harburgu Ottona oraz Mety z Campe, który dożył wieku dorosłego. W 1549 r., po śmierci ojca, objął rządzoną przezeń część księstwa Brunszwiku-Lüneburga ze stolicą w Harburgu, mimo oporu swych krewnych uznających małżeństwo jego ojca za morganatyczne. Otto tymczasem zgłaszał roszczenia nie tylko do Harburga, ale to trzeciej części księstwa lüneburskiego. Spór został zakończony w 1560 r. uznaniem władzy Ottona w Harburgu oraz zrzeczeniem się przezeń innych pretensji.

## Rodzina
Otto był dwukrotnie żonaty. Pierwszą żoną była Małgorzata, córka hrabiego Schwarzburga-Leutenburga Jana Henryka, z którą Otto doczekał się czwórki dzieci:
- Elżbieta Anna (1553–1618), żona Eryka, hrabiego Brahe,
- Otto Henryk (1555–1591), zmarł wskutek obrażeń odniesionych w bitwie pod Ivry,
- Jan Fryderyk (1557–1619),
- córka (1559–1559).

Drugą żoną Ottona (poślubioną w 1562 r.) była Jadwiga, córka hrabiego Fryzji Wschodniej Ennona II i Anny Oldenburskiej. To małżeństwo dało Ottonowi dwanaścioro dzieci:
- Wilhelm August (1564–1642), książę Lüneburga-Harburga,
- Enno (1565–1600),
- Anna Małgorzata (1567–1643), ksieni opactwa w Quedlinburgu,
- Henryk (1568–1569),
- Jadwiga (1569–1620),
- Krzysztof August (1570–1606), książę Lüneburga-Harburga,
- Otto III (1572–1641), książę Lüneburga-Harburga,
- Jan (1573–1625),
- Elżbieta (1574–1575),
- Katarzyna Zofia (1577–1665), żona Hermana, hrabiego Schaumburga,
- Fryderyk (1578–1605), poległ w bitwie pod Kircholmem,
- August Fryderyk (1580–1580).